# Machimus anonymus
Machimus anonymus är en tvåvingeart som först beskrevs av Samuel Wendell Williston  1901.  Machimus anonymus ingår i släktet Machimus och familjen rovflugor. Inga underarter finns listade i Catalogue of Life.